# SGM배 월드바둑챔피언십
SGM배 월드바둑챔피언십은 케이블 바둑 전문채널 K바둑이 주최한 이벤트 기전이다. SGM이 후원하고 한국기원이 주최ㆍ주관했으며 한국바둑방송이 주관 방송을, 사이버오로와 시나바둑이 온라인 주관을 맡았다.
진행 방식은 두 대국자가 복면을 쓰고 자신을 숨긴 채 대결을 벌여 패자가 복면을 벗고 얼굴을 공개하는 형식을 취했다. 노래 대결을 벌여 점수가 낮은 쪽이 얼굴을 공개하는 예능 프로그램인 '복면가왕'의 포맷을 차용한 것이다. 월드바둑 챔피언을 가리는 대회답게 중국과 일본 등에도 문호를 개방해 세계적인 기사들이 참가한다. 출전자들은 이름 대신 자신이 임의로 정한 별명으로 불리며 우승자는 우승이 확정된 연후에야 비로소 복면을 벗도록 했다.

## 대회 방식
- 랭킹 시드 34명(한국 16·중국 12·일본 6)과 와일드카드 10명, 그리고 온라인 통합 예선 통과자 20명 등 총 64명이 인터넷(사이버오로)상에서 예선 결승을 치렀다. 예선과 본선 64강전까지는 온라인으로 대국을 치렀고, 32강전부터 경기도 판교의 K바둑 스튜디오에서 복면대국으로 진행한다.

## 대국 규정
- 제한 시간 10분, 초읽기 40초 3회

## 대회 상금
- 우승 상금 1억원. 준우승 상금 2천만원.

## 역대 우승자
| 회수 | 연도 | 우승                | 전적 | 준우승            |
| ---- | ---- | ------------------- | ---- | ----------------- |
| 1    | 2018 | 박정환 (다크나이트) | 2-0  | 박진솔 (방탄유리) |